# 小野巡
小野 巡（おの めぐる、1910年（明治43年）3月18日 - 2009年（平成21年）6月22日 ）は、山梨県甲府市出身の元・歌手。本名は章高。妻は元・歌手の大宮小夜子。

## 経歴
東京・新宿の淀橋署の巡査だったが、大久保の銭湯で藤原義江の「鉾をおさめて」を唄っていたところを作曲家細田義勝にスカウトされる。当時、警察官は5年の奉職という規定があったため神経衰弱という理由で退職した。他にも、巡査から歌手になった人物にキングレコードの筑波高がいる。
1935年（昭和10年）にビクターレコードから「祖国の護り」でデビュー。芸名の小野巡というのは、巡査の巡からとられた。1936年（昭和11年）に「守備兵ぶし」がヒット。同年末、ビクターに抗議してやめ、同じくやめた静ときわらとともに「ミリオンレコード」を設立。1937年から
ミリオンでの吹き込みをし、「開かぬパラシュート」などを吹き込んだが、ミリオンは同年9月に消滅し、ビクターに復帰。
1938年（昭和13年）、テイチクレコードに移籍。「涯なき泥濘」「音信はないか」がヒットする。特に戦時歌謡を中心に吹き込む。
昭和13年には出征し、中国戦線で戦う。戦後も昭和23～24年頃まで歌手活動を続けていたが「私の時代は終わった」と引退し、茨城県常陸大宮市で文房具屋を経営していた。

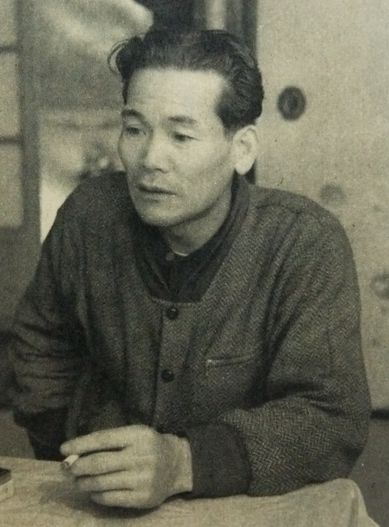
1956年

昭和20年代に引退してしまったこともあり、昭和40年代の懐メロブームの際には芸能関係者で所在を知るものは無く、東京12チャンネルの人気懐メロ番組「なつかしの歌声」でも、出演依頼のために捜索をし、また番組内で「どんな情報でもいいので……」と呼びかけたところ、小野本人から連絡があり、出演が実現。その後数度番組に出演した。
1994年（平成6年）放送の「昭和歌謡大全集」で、過去の小野の映像を放送したところ、懐メロファンから多数の問い合わせがある反響振りで、翌年の1995年（平成7年）放送の同番組に数十年ぶりにテレビ出演し、ファンを歓ばせた。
2009年（平成21年）6月22日、死去。99歳の天寿を全うした。

## 代表曲
- 祖国の護り[1]
- つはもの節
- 円タク行進曲
- 守備兵ぶし
- 開かぬパラシュート[1]
- 涯なき泥濘[1]
- 音信はないか
- 我は海の子